# Bentley Flying Spur I
Ne doit pas être confondu avec Bentley Continental Flying Spur.
La Bentley Flying Spur est une berline de luxe produite par le constructeur automobile britannique Bentley.

## Présentation
La Flying Spur est présentée au salon international de l'automobile de Genève de 2013. Son poids est en diminution de 50 kg par rapport à la Continental Flying Spur. L'avant se démarque plus de la Continental GT/GTC. L'arrière, lui, n'a plus rien à voir avec la Continental Flying Spur et se rapproche plus de la Mulsanne. Le client a le choix entre une configuration 4 ou 5 places et une version "Mulliner" est aussi disponible.
Bentley dévoile au Salon de Genève 2016 une version S de sa Flying Spur V8, la V8 S.
Au salon international de l'automobile de Genève 2018, la Flying Spur reçoit une version exclusive par Mulliner. Elle se distingue par un coloris bleu marine rehaussé d'un fin liseré couleur or.

### Extérieur
Extérieurement, la Bentley Flying Spur arbore un style typiquement Bentley : 4 phares ronds, feux arrière rectangulaires et capot et calandre bicolores.

### Intérieur
Là aussi, on est plongé dans l'univers Bentley, un univers de luxe et de noblesse. Au menu, plaquages bois laqués et matériaux luxueux, pour respecter la tradition.

## Moteur
Elle est dotée du moteur de la Bentley Continental GT Speed soit le W12 Biturbo de 6,0 L qui développe 625 ch à 6 000 tr/min et 800 N m de couple. Elle accélère de 0 à 100 km/h en 4,6 secondes. Aucune version Speed n'est prévue.
Au mois de septembre 2016, Bentley dévoile la version W12S. Elle dispose de 10 chevaux et de 20 N m de couple supplémentaires.
| Moteur                       | V8                       | V8                       | W12                      | W12                      |                          |                          |
| Admission                    | Biturbo                  | Biturbo                  | Biturbo                  | Biturbo                  |                          |                          |
| Cylindrée (cm3)              | 3 993                    | 3 993                    | 5 998                    | 5 998                    |                          |                          |
| Puissance maximale ch (kW)   | 507                      | 528                      | 625                      | 635                      |                          |                          |
| au régime de (tr/min)        | 6 600                    | 6 600                    | 6 600                    | 6 600                    |                          |                          |
| Couple maximal (N m)         | 660                      | 680                      | 800                      | 820                      |                          |                          |
| au régime de (tr/min)        | 1 700                    | 1 700                    | 2 000                    | 2 000                    |                          |                          |
| Transmission                 | Intégrale permanente     | Intégrale permanente     | Intégrale permanente     | Intégrale permanente     | Intégrale permanente     | Intégrale permanente     |
| Boîte de vitesses            | Automatique à 8 rapports | Automatique à 8 rapports | Automatique à 8 rapports | Automatique à 8 rapports | Automatique à 8 rapports | Automatique à 8 rapports |
| Capacité du réservoir (en L) | 90                       | 90                       | 90                       | 90                       | 90                       | 90                       |
| Masse à vide (kg)            | 2 417                    | 2 417                    | 2 475                    | 2 475                    |                          |                          |